# Слімнік (комуна)
Слімнік (рум. Slimnic) — комуна у повіті Сібіу в Румунії. До складу комуни входять такі села (дані про населення за 2002 рік):
- Албі (2 особи)
- Весеуд (293 особи)
- Педурень (2 особи)
- Руші (832 особи)
- Слімнік (2541 особа) — адміністративний центр комуни

Комуна розташована на відстані 224 км на північний захід від Бухареста, 14 км на північ від Сібіу, 104 км на південний схід від Клуж-Напоки, 116 км на захід від Брашова.

## Населення
За даними перепису населення 2002 року у комуні проживали 3670 осіб.
Національний склад населення комуни:
| Національність            | Кількість осіб | Відсоток |
| ------------------------- | -------------- | -------- |
| румуни                    | 3590           | 97,8%    |
| німці                     | 44             | 1,2%     |
| угорці                    | 20             | 0,5%     |
| цигани                    | 13             | 0,4%     |
| росіяни-липовани          | 1              | < 0,1%   |
| турки                     | 1              | < 0,1%   |
| не вказали національність | 1              | < 0,1%   |

Рідною мовою назвали:
| Мова      | Кількість осіб | Відсоток |
| --------- | -------------- | -------- |
| румунська | 3612           | 98,4%    |
| німецька  | 40             | 1,1%     |
| угорська  | 17             | 0,5%     |
| російська | 1              | < 0,1%   |

Склад населення комуни за віросповіданням:
| Релігія                                       | Кількість осіб | Відсоток |
| --------------------------------------------- | -------------- | -------- |
| православні                                   | 3502           | 95,4%    |
| баптисти                                      | 56             | 1,5%     |
| п'ятдесятники                                 | 41             | 1,1%     |
| лютерани (Синодально-пресвітеріанська церква) | 22             | 0,6%     |
| лютерани (Аугсбурзького сповідання)           | 20             | 0,5%     |
| бретрени                                      | 11             | 0,3%     |
| римо-католики                                 | 4              | 0,1%     |
| адвентисти                                    | 4              | 0,1%     |
| реформати                                     | 3              | 0,1%     |
| греко-католики                                | 3              | 0,1%     |
| лютерани                                      | 1              | < 0,1%   |